# Manuela Varela de Vildoso
Manuela Varela de Vildoso (Lima, segle XIX) va ser una poetessa peruana.
Des de molt jove va cultivar la poesia durant uns anys al Colegio de Belén. Es va casar als 15 anys i va tenir fills, un aspecte de la seva vida que també va tractar en les composicions. Va col·laborar en revistes literàries de l'època com Parnaso Peruano, així com alguns diaris. Tenia un germà que també era poeta, Pedro Antonio Varela.
El seu poema El 14 de abril de 1864 fa referència a la batalla en què els pobladors de l'illa van fer la revolució restauradora per recuperar la llibertat. "Vuela guerrero osado a la isla pisoteada / Por el infame ibero, cobarde y desleal / Arranca su bandera vuelvésela arrancada / Y en su lugar que ondee la nuestra nacional", es pot llegir en aquesta composició. Es conserven altres composicions com Jamás o Amargura, poemes tristos de desconsol, o A Dios, que és una pregària.